# Sporran

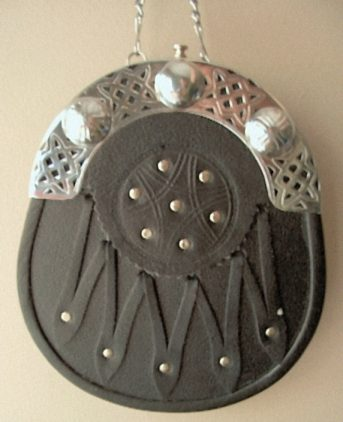
Sporran semi-formal de cuero negro.

El sporran (en Gaélico escocés, 'monedero' o 'bolso') es un complemento tradicional del traje típico de las Tierras Altas de Escocia, similar a la faltriquera o a un zurrón, una especie de riñonera para los tradicionales kilts o faldas escocesas, que carecen de bolsillos. Fabricados de cuero o pelo, suelen tener una ornamentación más o menos elaborada de plata. Se lleva colgado de una cadena o cinturón sobre el kilt, normalmente cubriendo las ingles de quien lo lleva. Algunos estudios sostienen que se trata de la herencia medieval del bolso europeo, sustituido por los bolsillos, que se conserva en las Tierras Altas de Escocia debido a la falta de estos accesorios en su traje tradicional.
El sporran cuelga justo por debajo de la hebilla del cinturón; y se hace un gran esfuerzo para combinar su estilo y diseño. La hebilla puede tener una elaborada ornamentación, y puede contener unos motivos similares a los encontrados en los sgian dubh. Cuando se está conduciendo, bailando, tocando algunos instrumentos o realizando alguna actividad en la que un bolso pesado pueda molestar a quien lo lleve, el sporran puede desplazarse hacia una cadera, quedando colgado de una manera un tanto curiosa.

## Tipos

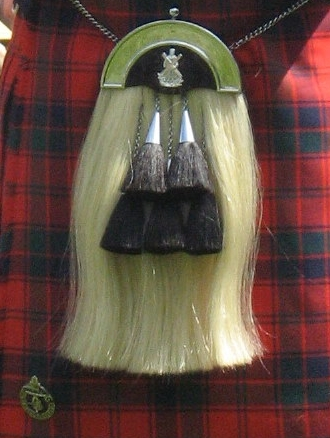
Sporran formal.

- Day Sporrans: Son sencillos monederos de cuero marrón o negro con poca decoración. Estos sporrans pueden tener borlas o algunos nudos celtas grabados sobre la piel.

- Dress Sporrans: Son más grandes y tienen más adornos. En la época victoriana eran muy ostentativos, y muy diferentes de aquellos que se llevaban durante el siglo XVIII. Suelen tener un decorado plateado en la parte superior y una parte frontal decorada con pelo o borlas. El decorado superior puede contener una intrincada filigrana.

- Horsehair Sporrans: Son vestidos por gaiteros como un uniforme, siendo estos los más vistosos al estar hechos de pelo de caballo, que se mueve hacia los lados mientras el gaitero camina.

## Malinterpretaciones comunes sobre elsporran
- Mantiene el ala delantera del kilt bajada en caso de estar bailando, corriendo o si hace viento.

La parte frontal de la falda escocesa, de hecho, se compone de dos alas que se sobreponen entre sí. El sporran tiende más a levantarse como un volante por un movimiento circular enérgico debido a su pobre sujeción en esta zona y su mayor inercia. De todas formas, el sporran hace un peso sobre el kilt en el momento de sentarse con las piernas abiertas, aunque la falda está diseñada para realizar esta tarea sin ayuda.
- Resulta una defensa para las ingles.

El 'delantal' con tachuelas del «balteus» de la Antigua Roma suele ser llamado sporran, o protección de ingles; algo irónico, ya que esta defensa era simplemente decorativa.

## Material delsporrany la Ley
Ya que los sporrans se hacen de piel animal, su producción, transporte internacional y posesión pueden ser regulados por la legislación para poder controlar el comercio de especies protegidas o amenazadas. Un estudio realizado por la BBC en 2007, y presentado por el ejecutivo escocés afirmó que los propietarios de un sporran podrían necesitar una licencia que demostrara que los animales usados en su construcción estuvieran sujetos a las leyes.
De todas formas, varias especies listadas en el artículo no están cubiertas por la ley, y del alrededor de un centenar de ellas protegidas por ley, solo algunas, como la nutria, ha estado alguna vez relacionada con la elaboración de sporrans.